# Список птахів Сен-Мартену
Це перелік видів птахів, зафіксованих на території Сен-Мартену. Авіфауна Сен-Мартену налічує загалом 172 види, з яких 4 були інтродуковані людьми.

## Позначки
Наступні теги використані для виділення деяких категорій птахів.
- (А) Випадковий — вид, який рідко або випадково трапляється на Сен-Мартені
- (I) Інтродукований — вид, інтродукований на Сен-Мартен

## Гусеподібні(Anseriformes)
Родина: Качкові (Anatidae)
- Каролінка, Aix sponsa (A)
- Чирянка блакитнокрила, Spatula discors (A)
- Чирянка руда, Spatula cyanoptera (A)
- Широконіска північна, Spatula clypeata (A)
- Свищ американський, Mareca americana (A)
- Шилохвіст білощокий, Anas bahamensis (A)
- Шилохвіст північний, Anas acuta (A)
- Чирянка американська, Anas crecca
- Чернь канадська, Aythya collaris (A)
- Чернь американська, Aythya affinis (A)
- Гоголь малий, Bucephala albeola (A)
- Крех жовтоокий, Lophodytes cucullatus (A)
- Крех середній, Mergus serrator (A)
- Савка американська, Oxyura jamaicensis (A)

## Куроподібні(Galliformes)
Родина: Цесаркові (Numididae)
- Цесарка рогата, Numida meleagris (I)

## Фламінгоподібні(Phoenicopteriformes)
Родина: Фламінгові (Phoenicopteridae)
- Фламінго червоний, Phoenicopterus ruber (A)

## Пірникозоподібні(Podicipediformes)
Родина: Пірникозові (Podicipedidae)
- Пірникоза рябодзьоба, Podilymbus podiceps

## Голубоподібні(Columbiformes)
Родина: Голубові (Columbidae)
- Голуб сизий, Columba livia (I)
- Голуб пурпуровошиїй, Patagioenas squamosa
- Голуб карибський, Patagioenas leucocephala (A)
- Горлиця садова, Streptopelia decaocto (I)
- Талпакоті строкатоголовий, Columbina passerina
- Голубок білощокий, Geotrygon mystacea (A)
- Zenaida asiatica (A)
- Zenaida aurita

## Зозулеподібні(Cuculiformes)
Родина: Зозулеві (Cuculidae)
- Кукліло північний, Coccyzus americanus (A)
- Кукліло мангровий, Coccyzus minor

## Дрімлюгоподібні(Caprimulgiformes)
Родина: Дрімлюгові (Caprimulgidae)
- Дрімлюга каролінський, Antrostomus carolinensis (A)

## Серпокрильцеві(Apodiformes)
Родина: Серпокрильцеві (Apodidae)
- Свіфт західний, Cypseloides niger

Родина: Колібрієві (Trochilidae)
- Колібрі аметистовогорлий, Eulampis jugularis (A)
- Колібрі карибський, Eulampis holosericeus
- Колібрі чубатий, Orthorhyncus cristatus (знищений)

## Журавлеподібні(Gruiformes)
Родина: Пастушкові (Rallidae)
- Пастушок узбережний, Rallus crepitans (A)
- Погонич каролінський, Porzana carolina
- Погонич звичайний, Porzana porzana (A)
- Курочка латиноамериканська, Gallinula galeata
- Лиска американська, Fulica americana
- Porphyrio martinicus (A)

## Сивкоподібні(Charadriiformes)
Родина: Чоботарові (Recurvirostridae)
- Himantopus mexicanus

Родина: Куликосорокові (Haematopodidae)
- Кулик-сорока американський, Haematopus palliatus (A)

Родина: Сивкові (Charadriidae)
- Сивка морська, Pluvialis squatarola
- Сивка американська, Pluvialis dominica (A)
- Пісочник крикливий, Charadrius vociferus
- Пісочник канадський, Charadrius semipalmatus
- Пісочник жовтоногий, Charadrius melodus (A)
- Пісочник довгодзьобий, Charadrius wilsonia
- Пісочник пампасовий, Charadrius collaris (A)
- Пісочник американський, Charadrius nivosus (A)

Родина: Баранцеві (Scolopacidae)
- Бартрамія, Bartramia longicauda (A)
- Кульон середній, Numenius phaeopus (A)
- Грицик канадський, Limosa haemastica (A)
- Грицик чорнохвостий, Limosa fedoa (A)
- Крем'яшник звичайний, Arenaria interpres
- Побережник ісландський, Calidris canutus
- Брижач, Calidris pugnax (A)
- Побережник довгоногий, Calidris himantopus (A)
- Побережник червоногрудий, Calidris ferruginea (A)
- Побережник білий, Calidris alba (A)
- Побережник-крихітка, Calidris minutilla
- Побережник білогрудий, Calidris fuscicollis (A)
- Жовтоволик, Calidris subruficollis (A)
- Побережник арктичний, Calidris melanotos (A)
- Побережник тундровий, Calidris pusilla
- Побережник аляскинський, Calidris mauri (A)
- Неголь короткодзьобий, Limnodromus griseus
- Неголь довгодзьобий, Limnodromus scolopaceus (A)
- Gallinago delicata (A)
- Набережник плямистий, Actitis macularius
- Коловодник малий, Tringa solitaria (A)
- Коловодник жовтоногий, Tringa flavipes
- Коловодник американський, Tringa semipalmata (A)
- Коловодник строкатий, Tringa melanoleuca
- Плавунець довгодзьобий, Phalaropus tricolor (A)

Родина: Поморникові (Stercorariidae)
- Поморник середній, Stercorarius pomarinus (A)

Родина: Мартинові (Laridae)
- Мартин звичайний, Chroicocephalus ridibundus (A)
- Leucophaeus atricilla
- Мартин делаверський, Larus delawarensis (A)
- Мартин американський, Larus smithsonianus (A)
- Мартин чорнокрилий, Larus fuscus (A)
- Крячок бурий, Anous stolidus
- Крячок строкатий, Onychoprion fuscatus (A)
- Крячок бурокрилий, Onychoprion anaethetus (A)
- Крячок карибський, Sternula antillarum
- Крячок чорнодзьобий, Gelochelidon nilotica (A)
- Крячок рожевий, Sterna dougallii (A)
- Крячок річковий, Sterna hirundo (A)
- Крячок неоарктичний, Sterna forsteri
- Крячок королівський, Chlidonias maxima
- Крячок рябодзьобий, Thalasseus sandvicensis (A)
- Водоріз американський, Rynchops niger (A)

## Фаетоноподібні(Phaethontiformes)
Родина: Фаетонові (Phaethontidae)
- Фаетон білохвостий, Phaethon lepturus (A)
- Фаетон червонодзьобий, Phaethon aethereus (A)

## Буревісникоподібні(Procellariiformes)
Родина: Океанникові (Oceanitidae)
- Океанник Вільсона, Oceanites oceanicus (A)

Родина: Буревісникові (Procellariidae)
- Буревісник екваторіальний, Puffinus lherminieri
- Буревісник канарський, Puffinus baroli

## Сулоподібні(Suliformes)
Родина: Фрегатові (Fregatidae)
- Фрегат карибський, Fregata magnificens

Родина: Сулові (Sulidae)
- Сула жовтодзьоба, Sula dactylatra (A)
- Сула білочерева, Sula leucogaster
- Сула червононога, Sula sula (A)

Родина: Бакланові (Phalacrocoracidae)
- Баклан вухатий, Nannopterum auritum (A)
- Баклан бразильський, Nannopterum brasilianum (A)

## Пеліканоподібні(Pelecaniformes)
Родина: Пеліканові (Pelecanidae)
- Пелікан рогодзьобий, Pelecanus erythrorhynchos (A)
- Пелікан бурий, Pelecanus occidentalis

Родина: Чаплеві (Ardeidae)
- Бугай американський, Botaurus lentiginosus (A)
- Бугайчик американський, Ixobrychus exilis
- Чапля північна, Ardea herodias
- Чепура велика, Ardea alba
- Чепура американська, Egretta thula
- Чепура блакитна, Egretta caerulea
- Чепура трибарвна, Egretta tricolor (A)
- Чепура рудошия, Egretta rufescens (A)
- Чапля єгипетська, Bubulcus ibis
- Чапля зелена, Butorides virescens
- Квак звичайний, Nycticorax nycticorax (A)
- Квак чорногорлий, Nyctanassa violacea (A)

Родина: Ібісові (Threskiornithidae)
- Ібіс червоний, Eudocimus ruber (A)
- Коровайка бура, Plegadis falcinellus (A)
- Косар рожевий, Platalea ajaja (A)

## Яструбоподібні(Accipitriformes)
Родина: Скопові (Pandionidae)
- Скопа, Pandion haliaetus (A)

Родина: Яструбові (Accipitridae)
- Лунь американський, Circus hudsonius (A)
- Канюк ширококрилий, Buteo platypterus (A)
- Канюк неоарктичний, Buteo jamaicensis (Ex)

## Сиворакшоподібні(Coraciiformes)
Родина: Рибалочкові (Alcedinidae)
- Рибалочка-чубань північний, Megaceryle alcyon

## Дятлоподібні(Piciformes)
Родина: Дятлові (Picidae)
- Дятел-смоктун жовточеревий, Sphyrapicus varius (A)

## Соколоподібні(Falconiformes)
Родина: Соколові (Falconidae)
- Боривітер американський, Falco sparverius
- Підсоколик малий, Falco columbarius (A)
- Сапсан, Falco peregrinus

## Горобцеподібні(Passeriformes)
Родина: Тиранові (Tyrannidae)
- Еленія карибська, Elaenia martinica
- Тиран сірий, Tyrannus dominicensis
- Тиран вилохвостий, Tyrannus savana (A)

Родина: Віреонові (Vireonidae)
- Віреон білоокий, Vireo griseus
- Віреон жовтогорлий, Vireo flavifrons (A)
- Віреон червоноокий, Vireo olivaceus (A)
- Віреон чорновусий, Vireo altiloquus (A)

Родина: Ластівкові (Hirundinidae)
- Щурик антильський, Progne dominicensis
- Ластівка сільська, Hirundo rustica
- Ясківка білолоба, Petrochelidon pyrrhonota (A)

Родина: Пересмішникові (Mimidae)
- Пересмішник антильський, Allenia fusca
- Пересмішник жовтодзьобий, Margarops fuscatus

Родина: Дроздові (Turdidae)
- Дрізд голоокий, Turdus nudigenis (A)

Родина: Горобцеві (Passeridae)
- Горобець хатній, Passer domesticus (I)

Родина: В'юркові (Fringillidae)
- Гутурама синьоголова, Chlorophonia musica (A)

Родина: Трупіалові (Icteridae)
- Гоглу, Dolichonyx oryzivorus (A)
- Гракл карибський, Quiscalus lugubris

Родина: Піснярові (Parulidae)
- Смугастоволець оливковий, Seiurus aurocapilla (A)
- Пісняр-борсучок, Helmitheros vermivorum (A)
- Смугастоволець білобровий, Parkesia motacilla (A)
- Смугастоволець річковий, Parkesia noveboracensis (A)
- Червоїд жовтоголовий, Vermivora cyanoptera
- Пісняр строкатий, Mniotilta varia (A)
- Пісняр жовтий, Protonotaria citrea (A)
- Червоїд світлобровий, Leiothlypis peregrina
- Цитринка сіровола, Oporornis agilis (A)
- Цитринка жовтогорла, Geothlypis formosa (A)
- Жовтогорлик північний, Geothlypis trichas (A)
- Болотянка чорногорла, Setophaga citrina (A)
- Пісняр горихвістковий, Setophaga ruticilla (A)
- Пісняр-лісовик рудощокий, Setophaga tigrina (A)
- Пісняр північний, Setophaga americana (A)
- Пісняр-лісовик канадський, Setophaga magnolia (A)
- Пісняр-лісовик золотистий, Setophaga petechia
- Пісняр-лісовик рудобокий, Setophaga pensylvanica (A)
- Пісняр-лісовик білощокий, Setophaga striata (A)
- Пісняр-лісовик сизий, Setophaga caerulescens (A)
- Пісняр-лісовик жовтогузий, Setophaga coronata (A)
- Пісняр-лісовик прерієвий, Setophaga discolor (A)
- Пісняр-лісовик чорногорлий, Setophaga virens (A)

Родина: Кардиналові (Cardinalidae)
- Піранга кармінова, Piranga olivacea (A)
- Кардинал-довбоніс червоноволий, Pheucticus ludovicianus (A)
- Скригнатка індигова, Passerina cyanea (A)

Родина: Саякові (Thraupidae)
- Цереба, Coereba flaveola
- Вівсянка-снігурець мала, Loxigilla noctis
- Потрост чорноволий, Melanospiza bicolor